# Nederlandse gemeenteraadsverkiezingen 2002
De Nederlandse gemeenteraadsverkiezingen 2002 waren reguliere gemeenteraadsverkiezingen in Nederland. Zij werden gehouden op 6 maart 2002 in 458 (van de 496) gemeenten.

## Geen verkiezingen in verband met herindeling
In de volgende gemeenten werden op 6 maart 2002 geen gemeenteraadsverkiezingen gehouden omdat zij recent betrokken (geweest) waren bij een herindelingsoperatie:
- Herindeling per 1 januari 2001

In de gemeenten Bemmel, Bergen, Dalfsen, De Bilt,  Denekamp, Hardenberg, Hof van Twente, Horst aan de Maas, Kampen, Olst-Wijhe, Overbetuwe, Raalte, Rijssen-Holten, Sittard-Geleen,  Steenwijk, Utrecht, Venlo, Vriezenveen, Woerden en Zwartewaterland waren al herindelingsverkiezingen gehouden in oktober/november 2000.
- Herindeling per 1 januari 2002

In de gemeenten Castricum, Kesteren, Leidschendam-Voorburg, Pijnacker-Nootdorp en Wijdemeren waren al herindelingsverkiezingen gehouden op 7 november 2001.
- Herindeling per 1 januari 2003

In de gemeenten Echt-Susteren, Hulst, Oss, Sluis, Terneuzen en Zwijndrecht werden herindelingsverkiezingen gehouden op 20 november 2002.

## Opkomst
| 2002                        | # stemmen  | %     |
| --------------------------- | ---------- | ----- |
| Kiesgerechtigden            | 11.151.427 |       |
| Niet opgekomen              | 4.694.895  | 42,10 |
| Opkomst                     | 6.456.532  | 57,90 |
| Ongeldige en blanco stemmen | 17.715     | 0,27  |
| Geldige stemmen             | 6.438.817  | 99,73 |

## Landelijke uitslagen
| Naam partij                    | % stemmen | # zetels |
| ------------------------------ | --------- | -------- |
| lokale partijen en combinaties | 29,83     | 2.809    |
| CDA                            | 20,50     | 2.155    |
| PvdA                           | 16,02     | 1.360    |
| VVD                            | 15,81     | 1.475    |
| GroenLinks                     | 6,06      | 410      |
| D66                            | 4,20      | 268      |
| CU                             | 3,10      | 279      |
| SP                             | 2,81      | 143      |
| SGP                            | 1,67      | 181      |

De uitslag van de verkiezingen betekende een grote winst voor het CDA en de leefbaren van wie Leefbaar Rotterdam een van de bekende vertegenwoordigers was. (Leefbaar Utrecht had twee jaar eerder al negen zetels behaald bij herindelingsverkiezingen.)
De gemeenteraadsverkiezingen vormden een voorbode van de Tweede Kamerverkiezingen van mei 2002. Op de verkiezingsavond vond live op de televisie een slotdebat plaats tussen de lijsttrekkers voor de Kamerverkiezingen. Veel bekeken was vooral de confrontatie tussen de winnende Pim Fortuyn (Leefbaar Rotterdam) en een van de grote verliezers, Ad Melkert (PvdA).

## Trivia
- De verkiezingen van 2002 waren de definitieve introductie van het populisme in de Nederlandse politiek.
- In De Ronde Venen werd volkszanger André Hazes met voorkeurstemmen in de raad gekozen.